# Peter Lotar

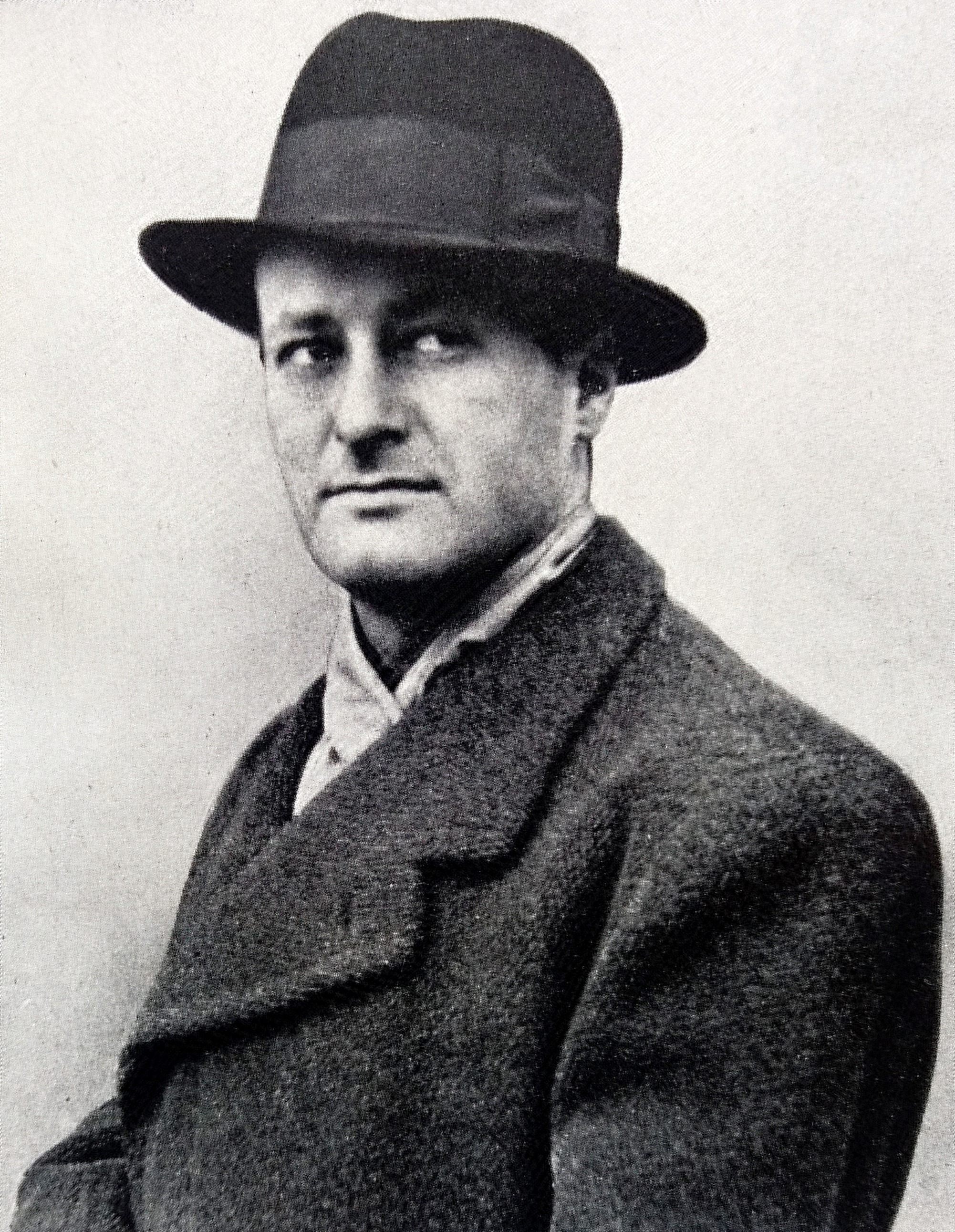
Peter Lotar

Peter Lotar; eigentlich Lothar Chitz (geboren 12. Februar 1910 in Prag, Österreich-Ungarn; gestorben 12. Juli 1986 in Ennetbaden, Aargau, Schweiz) war Schweizer Schriftsteller, Übersetzer, Schauspieler und Regisseur sowie Entdecker und Förderer von Fritz Hochwälder, Friedrich Dürrenmatt und Max Frisch.

## Leben
Lothar Chitz war ein Sohn des Drogisten Emil Chitz und der Ottilie Pasch. Er hatte zwei Geschwister, die beide Opfer des Holocaust wurden. Chitz wuchs zweisprachig in Prag auf und besuchte das Realgymnasium und die Handelsschule. Nach Absolvierung der Maturitätsprüfung 1928 studierte er Kulturgeschichte und außerdem Schauspiel an Max Reinhardts „Schauspielschule des Deutschen Theaters“ in Berlin (1928–30). Engagements in Berlin (bei Max Reinhardt, Erwin Piscator) und Breslau folgten, ehe er 1933 nach Prag zurückkehrte und nun unter dem Namen Peter Lotar auftrat. Bis 1939 arbeitete er dort als Schauspieler und Regisseur, spielte am Prager Nationaltheater und an den Tschechischen Städtischen Bühnen. Zugleich engagierte er sich in antifaschistischen Aktivitäten. Nach der deutschen Besetzung 1939 gelang ihm die Flucht in die Schweiz. Von 1939 bis 1946 war er als Schauspieler und Regisseur u. a. am Theater Biel Solothurn tätig, das damals noch Städtebundtheater Biel Solothurn hiess.
Von 1946 bis 1949 wirkte er als Cheflektor und Dramaturg beim Reiss-Bühnenverlag Basel, wo er die frühen Stücke von Fritz Hochwälder, Friedrich Dürrenmatt und Max Frisch entdeckte und betreute. 1947 wurde sein Künstlernamen Peter Lotar behördlich anerkannt, 1949 erwarb er das Schweizer Bürgerrecht in Solothurn. Ab 1950 war er ausschließlich freier Schriftsteller. Er schrieb zahlreiche Hörspiele, Theaterstücke und Romane sowie einige kulturgeschichtliche und philosophische Werke. Er erhielt mehrere literarische Auszeichnungen.
Seine Romane Eine Krähe war mit mir und Das Land, das ich dir zeige sind stark autobiographisch. Eine Krähe war mit mir beleuchtet den Untergang der deutsch-tschechisch-jüdischen Kulturwelt durch den Einzug der Nationalsozialisten in Prag. In Das Land, das ich dir zeige beschreibt der Autor detailreich und mit spitzer Feder seine Arbeit als Schauspieler und Regisseur, die Städte Biel und Solothurn, in denen er lebte, sowie die vom Theater-Ensemble bespielten Theater im umliegenden Schweizer Mittelland. Zum intimen Einblick in das älteste Stadttheater der Schweiz (das Stadttheater Solothurn) kommt die politisch-soziale Auseinandersetzung mit der damaligen Zeit: Die Kriegsjahre sind für den Exilanten geprägt von der nationalsozialistischen Ideologie, die auch in der Schweiz Freunde hat. Immer wieder droht ihm die Ausweisung und somit der sichere Tod. „Das Land, das ich dir zeige“ beschreibt auf eindrückliche und berührende Weise ein brisantes Stück Schweizergeschichte.
Außerdem verfasste er die deutsche Bühnenfassung für drei Stücke von James Matthew Barrie, dem Schöpfer des legendären Peter Pan: Johannisnacht (Dear Brutus), Mary Rose und Zurück zur Natur (The Admirable Crichton).

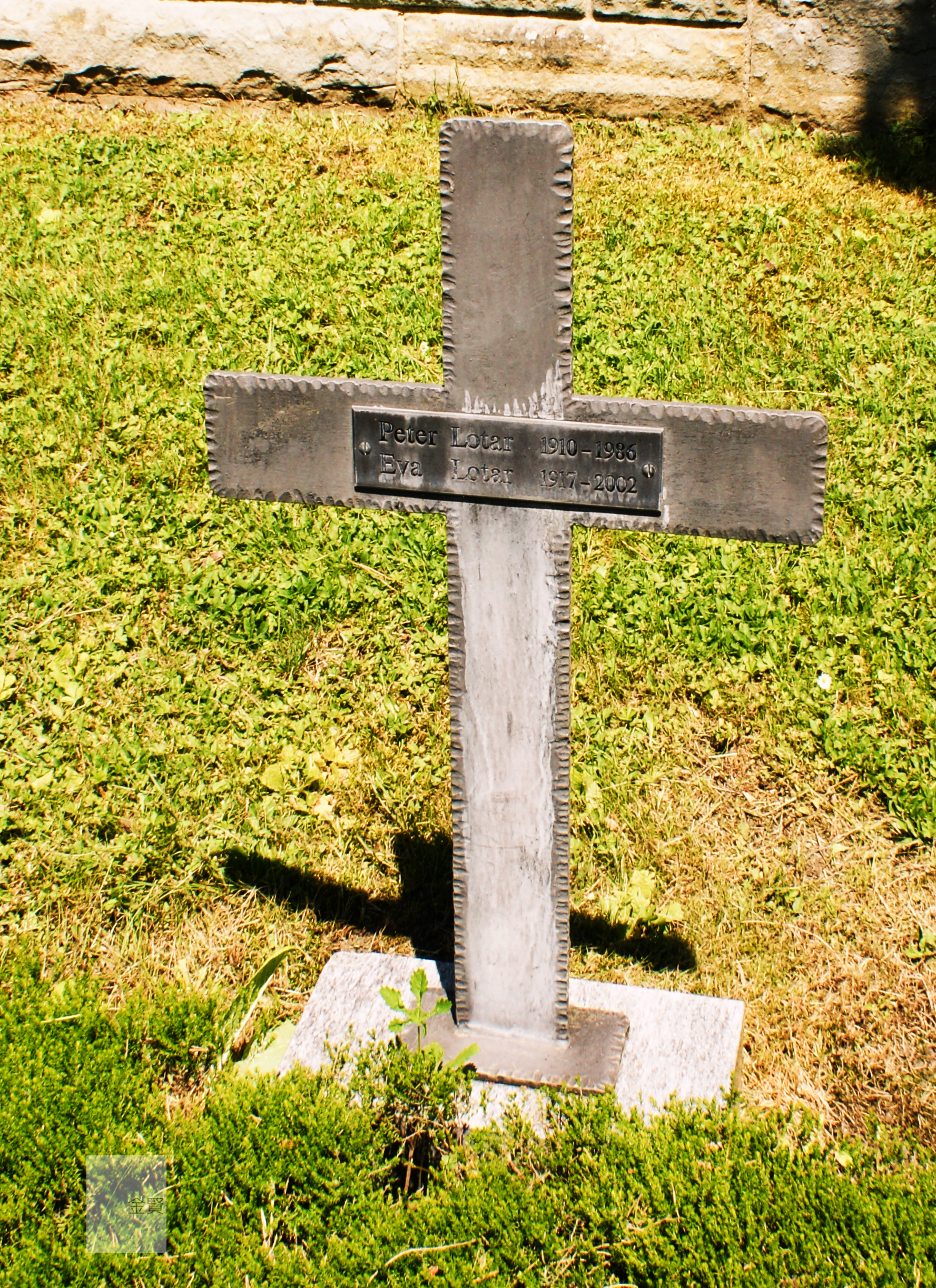
Grab von Peter und Eva Lotar in Ennetbaden

Peter Lotar starb am 12. Juli 1986 in Ennetbaden (Kanton Aargau, Schweiz) an den Folgen eines Verkehrsunfalls. Dort hatte er mit seiner Frau Eva (1917–2002) und seinen beiden Kindern seit 1967 im eigenen Haus gelebt.
Sein Nachlass befindet sich im Schweizerischen Literaturarchiv in Bern.

## Werke

### Theaterstücke
- Die Wahrheit siegt, Uraufführung London 1943, dann Städtebundtheater Biel Solothurn 1945
- Das Bild des Menschen, Uraufführung an den Berliner Festwochen 1954[6]
- Der Tod des Präsidenten, Uraufführung Göttingen und Karlsruhe 1966[7]
- Zudem mehr als 30 Hör- und Fernsehspiele

### Kulturgeschichtliche Publikationen
- Geschichte des Tschechischen Theaters. Oxford 1946, Zürich 1970
- Vom Sinn des Lebens. Gespräche mit Albert Schweitzer. München 1950
- Friedrich Schiller. Leben und Werk. Bern 1955
- Caesar, Lincoln, Kennedy. Analyse des politischen Mordes. Karlsruhe 1966
- Geist Macht Geschichte. Zürich 1968
- Prager Frühling und Herbst im Zeugnis der Dichter. Tschechische Dichtung aus „Literární Listy“ 1968, übersetzt von Peter Lotar. Kandelaber, Bern 1970 (DNB 574909230).

### Romane
- Eine Krähe war mit mir. Deutsche Verlagsanstalt, Stuttgart 1978, ISBN 3-421-01835-9, tschechisch unter dem Titel: … domov můj (Meine Heimat) im Exilverlag Index, Köln 1981 (DNB 830040218).
- Das Land, das ich dir zeige. Pendo, Zürich 1985, ISBN 3-85842-105-7, tschechisch unter dem Titel: Země, kterou ukáži tobě, übersetzt von Zdenka Neumannová, illustriert von Lucie Radová, Index, Köln 1989; Kanzelsberg, Praha 1991, ISBN 80-900095-9-X.

### Hörspiele
- Friedrich Schillers Leben und Werk (Teil 1–6) (1955) für den NWDR[8] Regie: Wilhelm Semmelroth
  - Pegasus im Joch
  - Freude schöner Götterfunke
  - Der Menschheit Würde
  - Zum Werke das wir ernst bereiten
  - Es liebt die Welt, das Strahlende zu schwärzen
  - Dich schuf das Herz, du wirst unsterblich leben

## Auszeichnungen
- Gerhart-Hauptmann-Preis, Berlin, 1954
- Welti-Preis für Der Tod des Präsidenten, 1967
- Dramenpreis der Schweizerischen Schillerstiftung, 1967
- Erzählerpreis des Kulturrats Bonn und des Landes Nordrhein-Westfalen, 1974
- Kulturpreis des Kantons Solothurn
- Ehrengabe des Kantons Zürich
- Jubiläumspreis der Schweiz. Bankgesellschaft, 1978[9]
- Ehrengabe der Kulturstiftung Baden, 1984
- Eichendorff-Literaturpreis, Wangen i. A., 1986
- Werkpreis des Kantons Solothurn, 1986